# فنگ جانیان
فنگ جانیان (انگلیسی: Feng Junyan؛ زادهٔ ۱۸ فوریهٔ ۱۹۸۴) بازیکن فوتبال اهل جمهوری خلق چین است.
از باشگاه‌هایی که در آن بازی کرده‌است می‌توان به باشگاه فوتبال گوانگ‌ژو اورگراند تائوبائو اشاره کرد.